# Terry O'Dea
Terry O'Dea (Perth, 3 mei 1945 – Sydney, 18 mei 2021) was een darter uit Australië.
O'Dea speelde in 1985 de finale van het WDF World Cup Teams met Russell Stewart, Horrie Seden en Frank Palko, waarin zij verloren van Tony Payne, Rick Ney, Dan Valletto en John Kramer met 69.

## Resultaten op wereldkampioenschappen

### BDO
- 1979: Laatste 16: (verloren van Tony Brown)
- 1980: Laatste 16: (verloren van Eric Bristow)
- 1981: Laatste 32: (verloren van Bristow)
- 1982: Kwartfinale: (verloren van John Lowe)
- 1983: Laatste 16: (verloren van Lowe)
- 1984: Laatste 32: (verloren van Jocky Wilson)
- 1985: Laatste 32: (verloren van Lowe)
- 1986: Kwartfinale: (verloren van Alan Glazier)
- 1987: Laatste 32: (verloren van Rick Ney)
- 1988: Laatste 32: (verloren van Wilson)

### WDF
- 1979: Laatste 32: (verloren van Lowe)
- 1983: Laatste 64: (verloren van Dave Whitcombe)
- 1985: Laatste 32: (verloren van Howard Brazil)